# مناقشه آبراهام واینتروب–ویکی‌پدیا

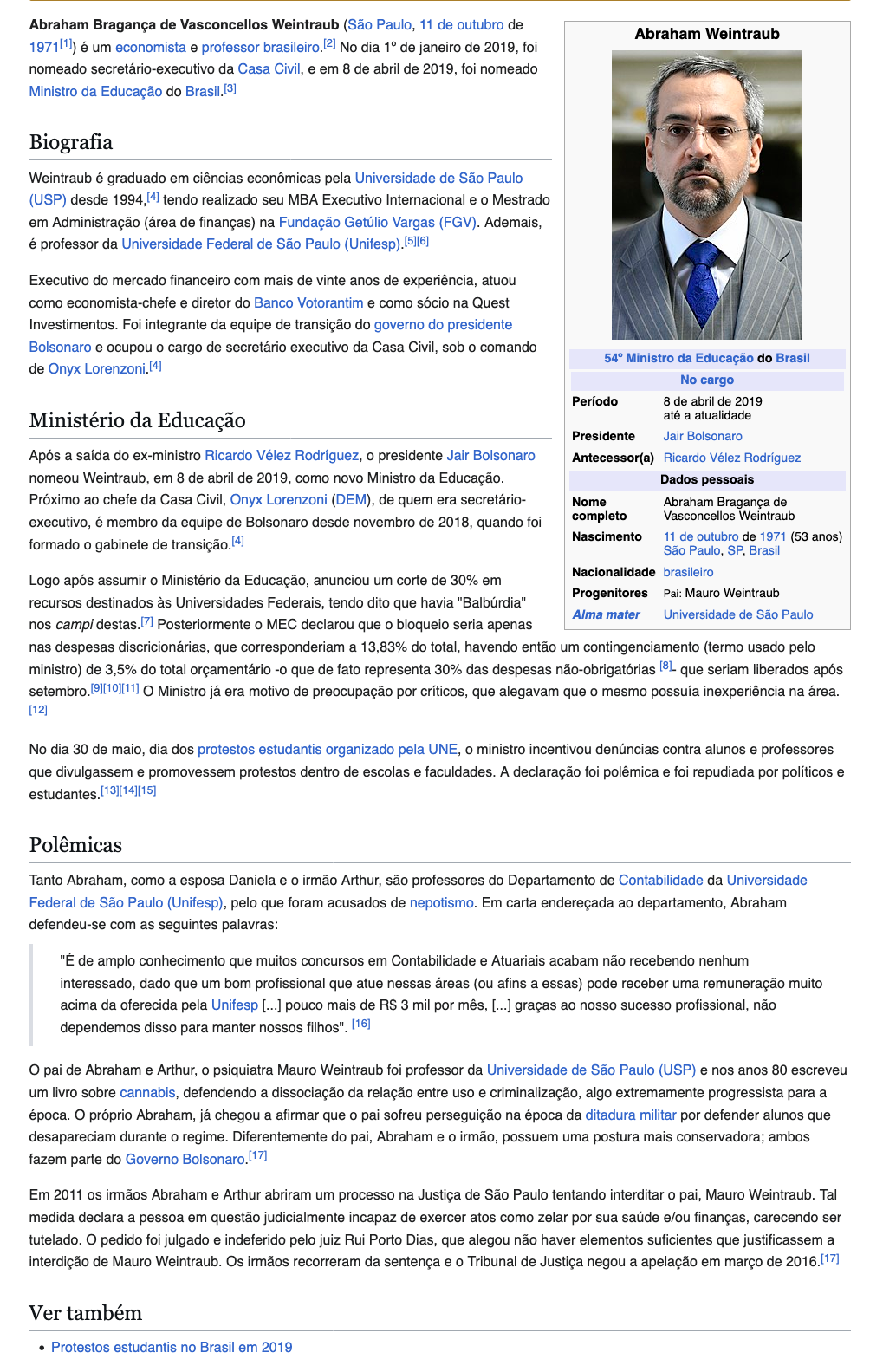
صفحهٔ واینتروب در ویکی‌پدیای پرتغالی در ژوئن ۲۰۱۹

مناقشهٔ آبراهام واینتروب-ویکی‌پدیا به وقایع پیرامون تلاش‌های وزارت آموزش برزیل (MEC) در زمان وزارت آبراهام واینتروب برای اثرگذاری بر محتوای صفحهٔ ویکی‌پدیای پرتغالی خود اشاره دارد. این مقاله که مدت کوتاهی پس از انتصاب واینتروب در آوریل ۲۰۱۹ ایجاد شد، بحث‌های مربوط به فعالیت حرفه‌ای او را با جزئیات مستندسازی کرده بود. در ژوئن ۲۰۱۹، دفتر ارتباطات اجتماعی وزارت آموزش به یک مدیر ویکی‌پدیا ایمیل زد و خواستار حذف مقاله شد، زیرا امکان ویرایش آن وجود نداشت. به‌دنبال آن یک ایمیل دوم در ماه اوت منتشر شد که تهدید می‌کرد در صورت باز نشدن قفل صفحه برای ویرایش، از طریق مراجع قانونی اقدام خواهد شد.
این مناقشه توجه رسانه‌ها را به خود جلب کرد، بحث‌هایی را در میان ویرایشگران ویکی‌پدیا برانگیخت و باعث شد که مارسلو فریکسو، معاون فدرال رئیس‌جمهور، موضوع سوءاستفاده از منابع عمومی برای منافع شخصی را مطرح کند. واینتروب بعداً از بنیاد ویکی‌مدیا شکایت کرد، اما شکایت او در سال ۲۰۲۳ به‌دلیل کمبود شواهد و عدم مشخص کردن محتوای افتراآمیز رد شد.

## پیش‌زمینه

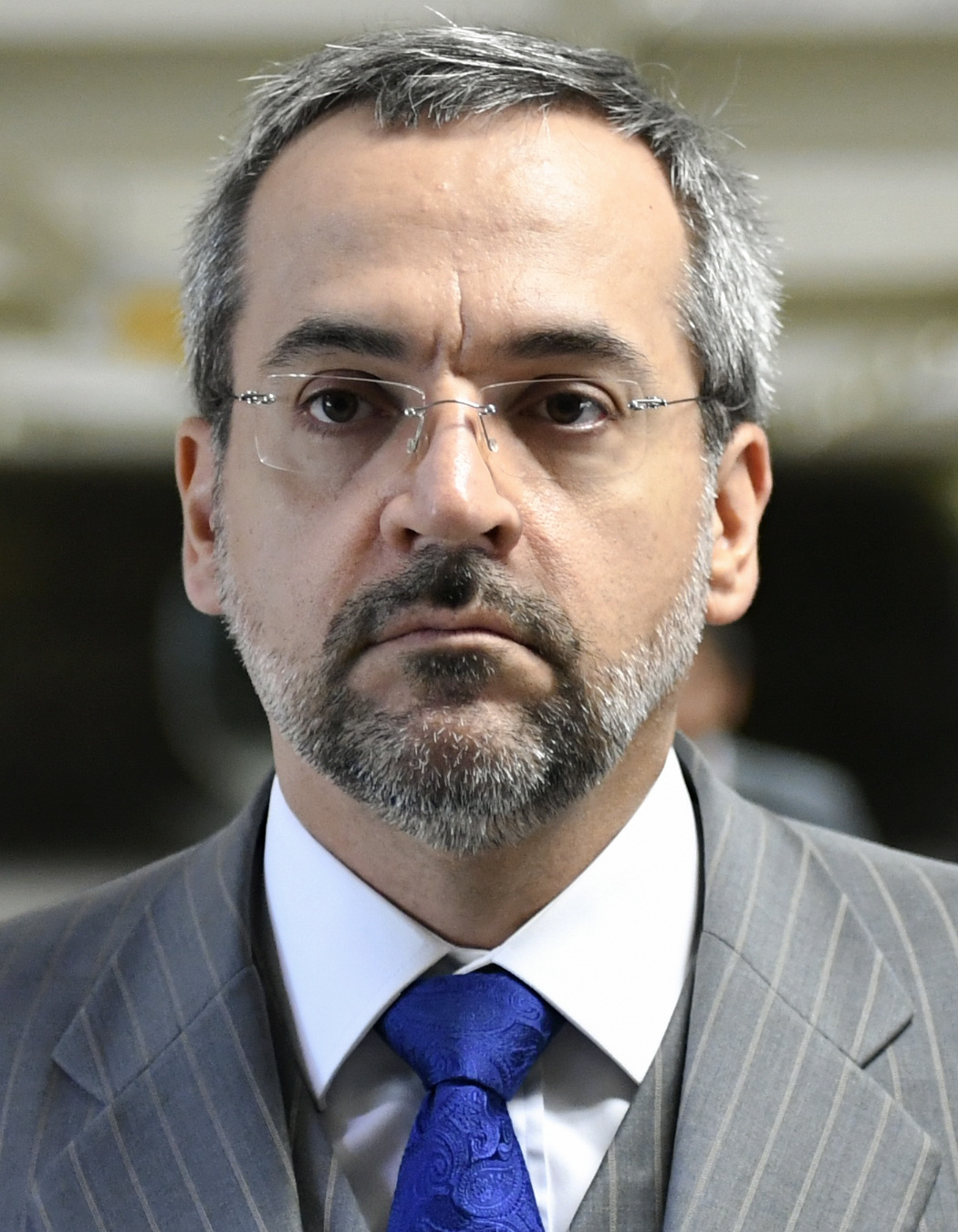
واینتروب در ۲۰۱۹

در ۸ آوریل ۲۰۱۹، ژائیر بولسونارو در حساب خود در توییتر خود اعلام کرد که آبراهام واینتروب به عنوان وزیر آموزش برزیل (MEC) جانشین ریکاردو ولز رودریگز خواهد شد. حدود سه ساعت بعد، یک صفحه در ویکی‌پدیای پرتغالی برای واینتروب ایجاد شد. به‌دنبال چندین ویرایش خرابکارانه، کاربر Chronus که یکی از مدیران ویکی‌پدیای پرتغالی بود، این صفحه را برای مدت ۴۵ روز در برابر ویرایش‌های کاربران کم‌تجربه محافظت کرد. این مقاله حاوی مطالبی مفصل دربارهٔ مناقشه‌های پیرامون این وزیر، مانند تلاش ناموفق واینتروب و برادرش برای اعلام ناتوانی قانونی پدرشان در دادگاه، اتهام خویشاوندسالاری به‌دلیل موقعیت‌های او و خانواده‌اش در دانشگاه فدرال سائو پائولو، ادعای او مبنی بر وجود «بی‌نظمی» در پردیس‌های دانشگاهی فدرال، کاهش بودجه اعمال‌شده بر دانشگاه‌ها و مؤسسات فدرال، ویدئویی در توییتر که ترانهٔ «آواز در باران» در پس‌زمینهٔ آن است و واینتروب در آن ادعا می‌کند که وزارت آموزش قربانی اخبار جعلی است، موضع او در قبال اعتراضات دانشجویان مخالف دولت، و تشویق به گزارش کردن معلمان و دانش‌آموزانی که از اعتراضات حمایت کرده‌اند، بوده است.

## ایمیل ۲۷ ژوئن
در ۲۷ ژوئن، دفتر ارتباطات اجتماعی وزارت آموزش به کاربر Chronus ایمیل زد و خواستار حذف مقالهٔ واینتروب شد. به گفتهٔ آن‌ها، این صفحه حاوی «اطلاعات تأییدنشده» است که می‌تواند به «تفسیرهای مبهم» منجر شود و این درخواست را به‌واسطهٔ «ناتوانی وزارتخانه در ویرایش» محتوا توجیه می‌کند. این دفتر تلاش کرد مقاله را خودش ویرایش کند، اما ویرایش‌های آن‌ها برگردانده شد. Chronus این ایمیل را در ۱ ژوئیه در انجمن ویکی‌پدیای پرتغالی ارسال کرد و از سایر ویراستاران برای چگونگی ادامهٔ انجام کار کمک خواست. او اظهار داشت که قصد پاسخگویی به ایمیل وزارتخانه را ندارد زیرا این تماس باید به بنیاد ویکی‌مدیا هدایت شود. ویراستاران به او پیشنهاد کردند که از وزارت آموزشی برای شفافیت بیشتر درخواست کند. یک ساعت پس از ارسال پیام در انجمن، یک ویرایشگر صفحهٔ واینتروب را به‌عنوان نیازمند به بازبینی علامت‌گذاری کرد. این رویداد توسط ایستادو پوشش داده شد و باعث شد بازدیدهای روزانهٔ صفحه افزایش یابد و از کمتر از ۲۰۰ بازدید در ۲۶ ژوئن، به بیش از ۲۳٬۰۰۰ بازدید در ۴ ژوئیه برسد.
بین ۱ و ۴ ژوئیه، ۲۵ ویرایش، از جمله حذف بخش «مناقشه‌ها»، در صفحهٔ واینتروب انجام شد. در صفحهٔ بحث مقاله، ویراستاران دربارهٔ چگونگی توصیف کاهش بودجهٔ اعمال شده توسط واینتروب به گفتگو پرداختند. ویراستاران روی بازنویسی مقاله کار کردند اما اطلاعات بحث‌برانگیز را حذف نکردند. پس از این رویداد، ویراستاران ویکی‌پدیای پرتغالی بیانیه‌ای جمعی دربارهٔ نحوه عملکرد ویکی‌پدیا و درخواست حذف مقاله واینتروب نوشتند که به‌طور برجسته در صفحهٔ مقاله قرار گرفت.

## ایمیل ۱۳ اوت
در ۱۳ اوت، وزارت آموزش به رودریگو پادولا، یکی دیگر از مدیران ویکی‌پدیای پرتغالی، ایمیل زد و درخواست کرد که صفحه برای ویرایش باز شود تا واینتروب بتواند «از حق خود برای دفاع کامل و استدلال‌های متقابل استفاده کند» و به‌طور خاص اشاره کرد که او با نحوهٔ توصیف کاهش بودجهٔ تحمیلی خود در صفحه مخالف است. وزارت آموزش تهدید کرد که دست به اقدام قانونی خواهد زد و گفت که اگر ویکی‌پدیا طی پنج روز پاسخ ندهد، این امر «به‌عنوان امتناع از انطباق با این درخواست تلقی می‌شود و منجر به اتخاذ تدابیر قانونی متناسب می‌شود». پادولا قبلاً در مورد این موضوع با وزارت آموزش تماس گرفته بود و گفته بود که پیشنهاد ارائهٔ سخنرانی و ارائهٔ آموزش در مورد پویایی ویکی‌پدیا برای راهنمایی و آموزش تیم وزارتخانه را داده است. پادولا روز بعد به ایمیل ۱۳ اوت پاسخ داد، قوانین ویکی‌پدیا را توضیح داد و خود را برای توضیح نحوهٔ عملکرد وبگاه در دسترس این وزارتخانه قرار داد. او صفحهٔ واینتروب را از محافظت خارج کرد؛ اما نه به‌دلیل دریافت آن ایمیل، بلکه به این دلیل که احساس می‌کرد نیازی به محافظت نیست. با این حال، پس از ویرایش‌های خرابکارانهٔ جدید، این صفحه دوباره محافظت شد. پادولا تهدید وزارت آموزش را تلاشی برای سانسور می‌دانست.
در ۴ سپتامبر، مارسلو فریکسو، معاون فدرال از حزب سوسیالیسم و آزادی (PSOL) به‌صورت رسمی از واینتروب درخواست کرد تا توضیح دهد که چرا از دفتر وزارتخانه برای رسیدگی به منافع شخصی خود در ویکی‌پدیا استفاده می‌شود. در سخنانی که فریکسو در صحن مجلس نمایندگان ایراد کرد، در مورد این پرونده گفت: «این موضوع جدی است، جمهوری‌خواهانه نیست و شایسته نیست که در مقامی مانند وزیر آموزش و پرورش فردی اینقدر سطحی، و با چنین ابتکارات ناچیزی حضور داشته باشد». واینتروب در پاسخ به درخواست او تأیید کرد که از نیروی کار وزارت آموزش برای حذف مقالهٔ خود استفاده کرده است.

## دعوی حقوقی
در تاریخی نامشخص، واینتروب از بنیاد ویکی‌مدیا شکایت کرد، زیرا صفحه‌اش حاوی «محتوای منحصراً توهین‌آمیز» بود، از جمله اطلاعاتی مبنی بر اینکه یکی از مشاوران سابقش تلاش کرده بود مقاله را برای همسویی با دیدگاه خود ویرایش کند. در سال ۲۰۲۳، هشتمین دادگاه مدنی دیوان دادگستری سائو پائولو (TJ-SP) علیه این دعوی رأی داد و دریافت که واینتروب نتوانسته است اثبات کند که محتوای مقالهٔ مذکور نادرست است و نقطه به نقطه مشخص نکرده است که کدام اطلاعات او را آزار می‌دهد. رئیس دادگاه نیز پرونده را رد کرد.